# التصنيف الهرمي للأمراض النفسية
تم تشكيل مجموعة "التصنيف الهرمي للاعتلال النفسي" (هاي توب) في عام 2015 كمبادرة شعبية لوضع تصنيف للمشاكل النفسية بناءً على النتائج العلمية الحديثة حول كيفية تناسق مكونات الاضطرابات النفسية مع بعضها البعض.
تأسست المجموعة لتطوير نموذج "هاي توب"، وهو نظام تصنيف أو تصنيف للاعتلال النفسي أو الاضطرابات النفسية، يهدف إلى إعطاء الأولوية للنتائج العلمية على التقليد والرأي السريري. كانت دوافع اقتراح هذا التصنيف تهدف إلى دعم الممارسة السريرية والبحث في الصحة النفسية. تم تنظيم المجموعة بواسطة الدكتور رومانو كوتوف، والدكتور روبرت كروجر، والدكتور ديفيد واتسون. عند تأسيسها، ضمت 40 عالم نفس وطبيب نفسي كان لهم سجل حافل من المساهمات العلمية في تصنيف الاعتلال النفسي. يهدف نموذج "هاي توب" إلى معالجة القيود التي تواجه أنظمة التصنيف التقليدية للأمراض النفسية، مثل الدليل التشخيصي والإحصائي للاضطرابات والمراجعة العاشرة للتصنيف الدولي للأمراض، من خلال تنظيم الاعتلال النفسي استنادًا إلى الأدلة من الأبحاث حول الأنماط القابلة للملاحظة للمشاكل النفسية.

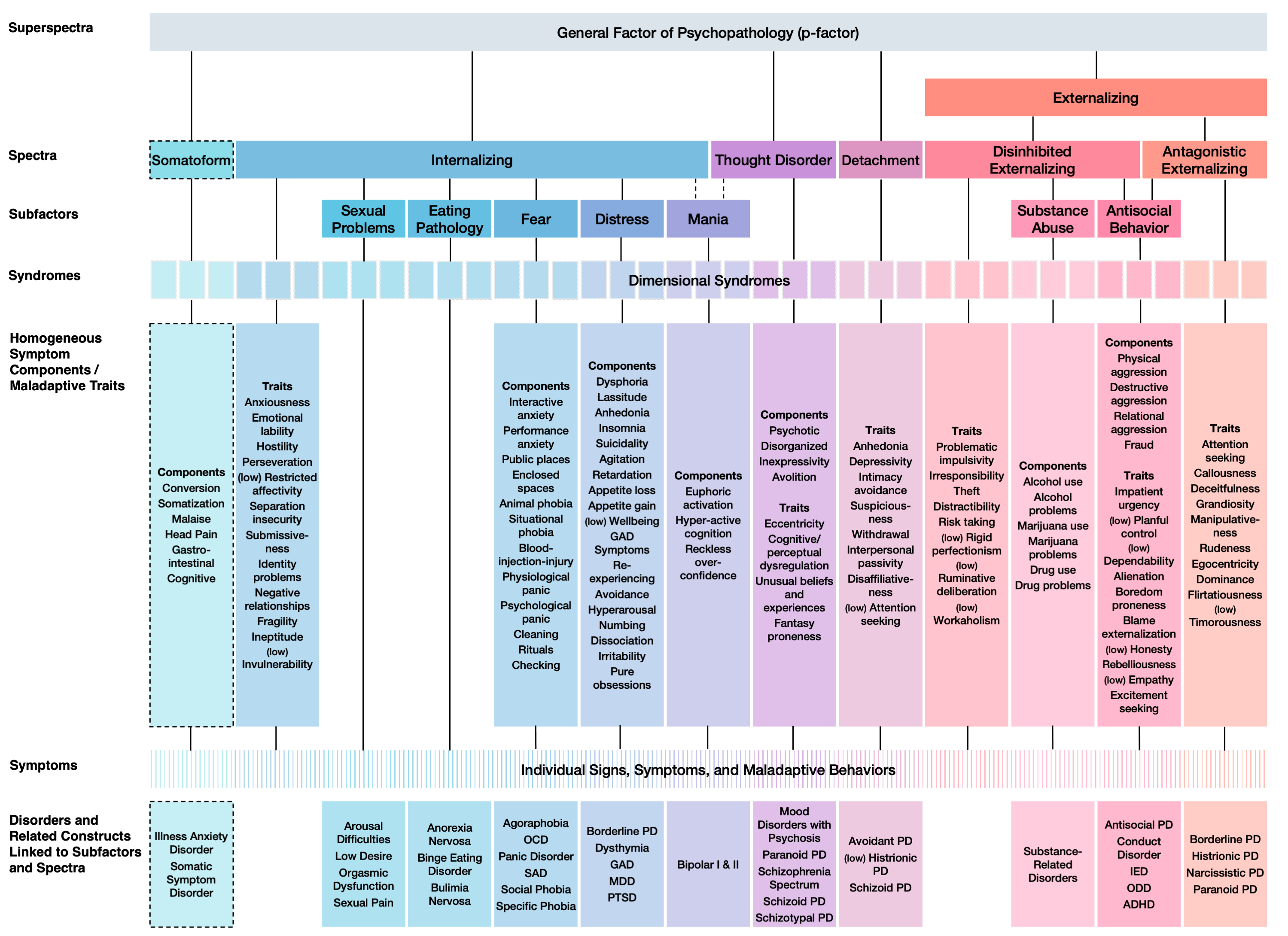
الشكل الرسمي الأساسي لنموذج "هاي توب". الخطوط المتقطعة تشير إلى الأبعاد التي تم تضمينها كجوانب مؤقتة من النموذج. ومن الجدير بالذكر أن "الاضطرابات والمفاهيم المتعلقة التي ترتبط بالعوامل الفرعية والطيف" ليست أجزاء رسمية من الإطار، ولكن تم ذكرها لتحديد المفاهيم التي تم استخدامها في العديد من الدراسات المتعلقة بالأبعاد العليا.

عند اكتمال نموذج "هاي توب"، سيشكل نظام تصنيف هرمي مفصل للأمراض النفسية يبدأ من أبسط اللبنات الأساسية ويصل إلى أعلى مستوى من العمومية: من خلال دمج العلامات والأعراض الفردية في مكونات أو سمات ضيقة، ثم دمج هذه المكونات والأعراض والسمات في (حسب تزايد العمومية) المتلازمات، والعوامل الفرعية، والطيف، والطيف الأعلى. في الوقت الحالي، هناك عدة جوانب من النموذج لا تزال مؤقتة أو غير مكتملة.

## تاريخ حركة التصنيف الكمي من خلال هاي توب
على امتداد تاريخ تصنيف الاضطرابات العقلية، تم اتباع منهجين لتحديد محتوى وحدود الاضطرابات النفسية التي تدخل في الجداول التشخيصية الرسمية.
المنهج الأول يمكن تسميته بالسلطوي: حيث يجتمع الخبراء وأعضاء الهيئات الرسمية لتحديد الجداول التصنيفية من خلال المناقشات الجماعية والعمليات السياسية المرتبطة بها. ويُميز هذا المنهج أنظمة التصنيف التقليدية مثل الدليل التشخيصي والإحصائي للاضطرابات النفسية (دي إس إم) والتصنيف الدولي للأمراض (آي سي دي).
أما المنهج الثاني فيمكن تسميته بالتجريبي. في هذا المنهج، يتم جمع البيانات حول اللبنات الأساسية للاعتلال النفسي، ثم تُحلل هذه البيانات للإجابة على أسئلة بحثية محددة. على سبيل المثال، هل تُحدد قائمة معينة من الأعراض كيانًا اعتلاليًا نفسيًا واحدًا أم عدة كيانات؟ وغالبًا ما يُوصف هذا المنهج بأنه منهج "من الأسفل إلى الأعلى" (أي يبدأ من الملاحظات الخام ويستنتج منها المفاهيم التشخيصية)، مقارنة بالمنهج "من الأعلى إلى الأسفل" (أي يبدأ بمفهوم سريري عام ويستنتج الأعراض التي قد تحدده) الذي تتبعه أنظمة التصنيف الرسمية.
وعلى الرغم من إمكانية التمييز بين هذين المنهجين، إلا أنهما غير منفصلين تمامًا. فبعض درجات التجريبية والسلطة الخبرائية حاضرة في كليهما (أي أن المناهج السلطوية في التصنيف اعتمدت على أنواع محددة من التجريبية كجزء من عملية بنائها، والمنهج التجريبي يبدأ بالخبرة اللازمة لتجميع وتقييم اللبنات الأساسية للاعتلال النفسي). ومع ذلك، فإن المناهج السلطوية تميل إلى إعطاء وزن كبير للخبرة المفترضة والخلفية التخصصية والتقاليد. وتهدف المجموعة إلى اتباع منهج تجريبي بدلاً من السلطوي، لكن تمت الإشارة إلى أن نموذج "هاي توب" يحتوي على عناصر سلطوية كونه يستند إلى منهج إحصائي تقليدي لكنه اعتباطي.
لحركة التصنيف التجريبي تاريخ طويل، بدأ مع أعمال توماس مور، هانس أيزنك، ريتشارد ويتنبرن، موريس لور، وجون أوفرول، الذين طوروا أدوات لتقييم العلامات والأعراض لدى المرضى النفسيين المنومين، وحددوا أبعادًا تجريبية للأعراض من خلال تحليل العوامل لهذه الأدوات. كما استخدم باحثون آخرون تقنيات مثل تحليل التجمعات للبحث عن الفئات الطبيعية.
وبالمثل، ساهمت الأبحاث حول أنماط التجربة الانفعالية (ويُطلق عليها أيضًا العاطفية) في تحديد أبعاد أعراض الاكتئاب والقلق. وأظهرت دراسات تحليل العوامل الخاصة بأعراض الأطفال مجموعات من المشاكل الانفعالية والسلوكية لا تزال تُستخدم في البحث والتقييم السريري حتى اليوم. وأخيرًا، كشفت تحليلات العوامل لاعتلالات التواكب بين الاضطرابات الشائعة لدى البالغين عن أبعاد عليا للاعتلال النفسي، والتي ألهمت أدبيات متنامية ومتنوعة.
أحدث جهد واسع النطاق في هذه الحركة نحو تصنيف يستند إلى الأدلة التجريبية ظهر في ربيع سنة ٢٠١٥ (نيسان). حيث أسس أربعون باحثًا يعملون في مجال تصنيف الاعتلال النفسي مجموعة (تضم الآن أكثر من ١٦٠ عضوًا و١٠ مجموعات عمل) مكرسة لصياغة نظام تصنيف يستند إلى الأدلة التجريبية للأمراض النفسية. وقد قُدِّم نموذجهم المقترح الأول – "التصنيف الهرمي للاعتلال النفسي" – على أنه يشكل انطلاقة واضحة عن الدليل التشخيصي والإحصائي للاضطرابات النفسية والتصنيف الدولي للأمراض. ويستند نموذج "هاي توب" إلى دراسات بنيوية تشمل الفئة العمرية من سنتين إلى ٩٠ سنة، وتضم عينات من العديد من المجتمعات غير الغربية. ومع ذلك، فإن العينات الغربية ممثلة تمثيلاً زائدًا في هذه الأدبيات، ولم يتم إجراء سوى القليل من الأبحاث على الأشخاص فوق سن الستين. كما أن نموذج "هاي توب" لا يأخذ في الحسبان العمليات النمائية على مستوى الفرد التي قد تؤدي إلى نتائج اضطرابية مختلفة.
ولغرض تحديث نموذج "هاي توب" مع توافر دراسات بنيوية ودراسات تحقق جديدة، قامت المجموعة بتشكيل "مجموعة عمل التعديلات". وقد صممت هذه المجموعة عملية للمراجعة المستمرة للنموذج استنادًا إلى الأدلة. وتهدف هذه العملية إلى أن تكون مرنة بما يكفي لمواكبة الأدبيات المتسارعة حول بنية الاعتلال النفسي، ولكن دون أن تكون متقلبة إلى درجة تؤدي إلى تغييرات عديدة غير مدعومة بشكل كافٍ.

## الهيكل الأساسي لنموذج "هاي توب"

### النتائج الأساسية التي شكلت "هاي توب"
شكلت ثلاث نتائج أساسية نموذج "هاي توب". أولاً، يُعتبر الاعتلال النفسي أفضل عندما يتم تصنيفه حسب الأبعاد بدلاً من الفئات المنفصلة. الأبعاد تُعرف على أنها امتدادات تعكس الاختلافات الفردية في سمة غير تكيفية عبر جميع أفراد السكان (على سبيل المثال، القلق الاجتماعي هو بُعد يمتد من التفاعل الاجتماعي المريح إلى الضيق في معظم المواقف الاجتماعية). الأبعاد تعكس الفروق في الدرجة (أي الامتدادات)، بدلاً من الفروق في النوع (أي أن الأشخاص إما داخل الفئة أو خارجها)، حيث تشير الأدلة حتى الآن إلى أن الاعتلال النفسي موجود على امتداد مع وظيفة طبيعية في نطاق محدد. يمكن تنظيم هذه الأبعاد بشكل هرمي من الأضيق إلى الأوسع (انظر الشكل). على وجه الخصوص، فإن الوصف البُعدي يُحسن الموثوقية ويُزيل الحاجة إلى تشخيصات مثل "محدد آخر" أو "غير محدد"، حيث أن لكل شخص مكانًا على كل بُعد وبالتالي يتم وصفه. ومع ذلك، قد توجد بعض الحدود النوعية في الاعتلال النفسي. إذا تم تحديد الكيانات الفئوية وُتم تكرارها، فسيتم إضافتها إلى "هاي توب". في الواقع، فإن مصطلح "البُعدي" لم يُستخدم في اسم النموذج، اعترافًا بالانفتاح على الأدلة المتعلقة بالكائنات المنفصلة.
ثانيًا، يفترض نموذج "هاي توب" أن التنظيم الطبيعي للاعتلال النفسي يمكن تمييزه من خلال تزامن خصائصه. التصنيف الذي يتبع التزامن يضمن تماسك الكيانات التشخيصية، بحيث يتم تخصيص العلامات والأعراض المرتبطة معًا في أبعاد مترابطة، في حين يتم وضع الخصائص غير المرتبطة في أبعاد مختلفة. علاوة على ذلك، فإن مثل هذه المفاهيم تلتقط معلومات حول الجينات المشتركة، وعوامل الخطر، والعلامات الحيوية، واستجابة العلاج التي تشترك فيها الأشكال المتزامنة للاعتلال النفسي.
ثالثًا، يمكن تنظيم الاعتلال النفسي بشكل هرمي من الأبعاد الضيقة إلى الأبعاد الأوسع. لقد وجدت العديد من الدراسات أن أبعاد الاعتلال النفسي المحددة تتجمع في عوامل أكثر عمومية. تمثل أنماط التواكب أبعادًا عليا للاعتلال النفسي. وبناءً عليه، يتم قياس التواكب والتعبير عنه في درجات يمكن أن يستخدمها الباحثون والأطباء.

### تنظيم نموذج "هاي توب"
تماشيًا مع هذه النتائج الأساسية الثلاثة، يتكون نموذج "هاي توب" من أبعاد منظمة بشكل هرمي تم تحديدها في تزامن خصائص الاعتلال النفسي. يتم تجميع العلامات والأعراض والسمات والسلوكيات غير التكيفية في مكونات متجانسة - تجمعات من الأعراض المترابطة بشكل وثيق؛ على سبيل المثال، الخوف من العمل أو القراءة أو الأكل أو الشرب أمام الآخرين يشكل تجمع القلق من الأداء. السمات غير التكيفية هي خصائص شخصية مرضية محددة، مثل الخضوع. المفهوم الرئيسي هو أن الأعراض والسمات غير التكيفية تختلف فقط في الإطار الزمني. فمكون الأعراض يعكس الوظيفة الحالية (على سبيل المثال، في الشهر الماضي)، بينما يعكس السمة المقابلة الوظيفة على نفس البُعد بشكل عام - أي على مدى العديد من السنوات.
يتم دمج المكونات المتجانسة المتقاربة في المتلازمات البُعدية (على سبيل المثال، القلق الاجتماعي). المتلازمات هي تراكيب من المكونات/السمات المترابطة، مثل متلازمة القلق الاجتماعي التي تشمل كلًا من قلق الأداء وقلق التفاعل. من المهم أن نلاحظ أن مصطلح "متلازمة" يمكن استخدامه للإشارة إلى فئة (على سبيل المثال، بعض الأمراض الطبية مثل مرض لايم قد يُفكر فيها على أنها مشكلات طبيعية منفصلة يكون لدى الشخص إما كلها أو لا يكون لديه أي منها)، لكن هنا نستخدمه للإشارة إلى بُعد. ومن المهم أيضًا أن متلازمات "هاي توب" لا تتوافق بالضرورة مع الاضطرابات التقليدية والفئوية مثل تلك الموجودة في الدليل التشخيصي والإحصائي للاضطرابات النفسية أو التصنيف الدولي للأمراض. غالبًا ما استخدم الباحثون الاضطرابات الفئوية لتعريف أبعاد "هاي توب"، ولكن هذه الاضطرابات الفئوية تُستخدم كبدائل وليست جزءًا من "هاي توب" بشكل كامل. بدلاً من إعادة ترتيب الاضطرابات الموجودة في الدليل التشخيصي والإحصائي للاضطرابات النفسية أو التصنيف الدولي للأمراض، يهدف "هاي توب" إلى إنشاء نظام يعتمد على العلامات والأعراض الواردة في هذه الأدلة (بالإضافة إلى أعراض أخرى) وإعادة تنظيمها بناءً على كيفية حدوثها في مجموعات وفقًا لما أظهرته الدراسات.
العناقيد المتقاربة من المتلازمات تشكل العوامل الفرعية
تتكون العناقيد من المتلازمات المتقاربة من العوامل الفرعية، مثل العامل الفرعي للقلق الذي يتكون من الروابط القوية بين القلق الاجتماعي، رهاب الساحة، والرهاب المحدد.
الأطياف هي تجمعات أكبر من المتلازمات، مثل الطيف الداخلي الذي يتكون من المتلازمات من العوامل الفرعية للقلق، والضيق، واعتلال الأكل، والمشاكل الجنسية. تم تضمين ستة أطياف في "هاي توب" حتى الآن:
1.  طيف اضطراب الفكر: يشمل السمات غير التكيفية مثل الغرابة، والمعتقدات غير العادية، والتجارب غير العادية، والميول الخيالية، بالإضافة إلى أبعاد الأعراض مثل التفكك وتشويه الواقع؛ كما أن أبعاد الأعراض للانفصال والهوس مرتبطة بهذا الطيف بشكل مؤقت. يشمل طيف اضطراب الفكر بعض العلامات والأعراض مثل تلك التي توجد في اضطراب الفصام والاضطرابات المتعلقة به، واضطرابات المزاج مع الذهان، واضطراب الشخصية الفصامية، واضطراب الشخصية الزوراني، وبشكل مؤقت اضطرابات التفكك والاضطرابات الثنائية القطب.
2.  طيف الانفصال: يشمل السمات غير التكيفية مثل الانفصال العاطفي، وفقدان المتعة، والانسحاب الاجتماعي، وفقدان الاهتمام العاطفي، بالإضافة إلى أبعاد الأعراض مثل عدم التعبير والعجز عن العمل. يشمل طيف الانفصال بعض العلامات والأعراض مثل تلك التي توجد في اضطراب الشخصية شبه الفصامية، واضطراب الشخصية الاجتنابي، واضطراب الشخصية الفصامية، والفصام والاضطرابات المتعلقة به.
3.  طيف التفوق الخارجي المعادي: يشمل السمات غير التكيفية مثل التلاعب، والخداع، والقسوة، والتفاخر، والعدوان، والفظاظة، والهيمنة، والشك، بالإضافة إلى أبعاد الأعراض التي تميز السلوك المعادي للمجتمع مثل السرقة، والغش، وتدمير الممتلكات، والعدوان. يشمل طيف التفوق الخارجي المعادي بعض العلامات والأعراض مثل تلك التي توجد في اضطراب السلوك، واضطراب الشخصية المعادية للمجتمع، واضطراب الانفجار المتقطع، واضطراب التحدي المعارض، واضطراب الشخصية المسرحية، واضطراب الشخصية البرانويدية، واضطراب الشخصية النرجسية، وبشكل مؤقت اضطراب الشخصية الحدية.
4.  طيف التفوق الخارجي غير المقيد: يشمل السمات غير التكيفية مثل الاندفاعية، وعدم المسؤولية، والتشتت، والتفكك، والمخاطرة، (الكمالية) المنخفضة، (الإدمان على العمل) المنخفض، بالإضافة إلى أبعاد الأعراض التي تميز السلوك المعادي للمجتمع (المذكورة أعلاه)، واستخدام المواد والإدمان عليها، وقلة الانتباه، وفرط النشاط. يشمل طيف التفوق الخارجي غير المقيد بعض العلامات والأعراض مثل تلك التي توجد في اضطراب استخدام الكحول، واضطرابات استخدام المواد، واضطراب نقص الانتباه وفرط النشاط، واضطراب السلوك، واضطراب الشخصية المعادية للمجتمع، واضطراب الانفجار المتقطع، واضطراب التحدي المعارض، وبشكل مؤقت اضطراب الشخصية الحدية.
5.  طيف التداخل الداخلي: يشمل السمات غير التكيفية مثل التقلب العاطفي، والقلق، وعدم الأمان في الانفصال، والخضوع، والإصرار، وفقدان المتعة، بالإضافة إلى أبعاد الأعراض التي تميز الضيق، والقلق، والمشاكل المتعلقة بالطعام، والمشاكل الجنسية؛ كما أن أبعاد الأعراض للهوس مرتبطة بهذا الطيف بشكل مؤقت. يشمل طيف التداخل الداخلي بعض العلامات والأعراض مثل تلك التي توجد في اضطراب الاكتئاب الشديد، والقلق العام، واضطراب ما بعد الصدمة، واضطراب الشخصية الحدية، ورهاب الساحة، واضطراب الوسواس القهري، واضطراب الهلع، واضطراب القلق الاجتماعي، والرهاب المحدد، وفقدان الشهية العصبي، واضطراب الأكل بنهم، والشره المرضي، والمشاكل الجنسية مثل صعوبات الإثارة، وانخفاض الرغبة الجنسية، واختلال الوظيفة الجنسية، والألم الجنسي، وبشكل مؤقت الاضطرابات الثنائية القطب.
6.  طيف السوماتوفورم: يشمل أبعاد الأعراض المتعلقة بالتحويل، والتسمم الجسدي، والمرض، وآلام الرأس، وأعراض الجهاز الهضمي، والأعراض المعرفية. يشمل طيف السوماتوفورم بعض العلامات والأعراض مثل تلك التي توجد في اضطراب القلق من المرض واضطراب الأعراض الجسدية.
الأطياف العليا
الأطياف العليا هي أبعاد واسعة جدًا تشمل عدة أطياف، مثل العامل العام للاعتلال النفسي (أو العامل "بي" الذي يمثل القابلية المشتركة بين جميع الاضطرابات النفسية) والطيف الخارجي الأعلى الذي يعكس التداخل بين طيف التفوق الخارجي غير المقيد وطيف التفوق الخارجي المعادي. مؤخرًا، تم اقتراح أطياف عُطل عاطفي وأطياف الذهان العليا، والتي تعكس التداخل بين طيف التداخل الداخلي وطيف السوماتوفورم، وبين طيف اضطراب الفكر وطيف الانفصال، على التوالي.

## محدودية الأنظمة التقليدية للتصنيف

### الحدود التعسفية بين الاعتلال النفسي والطبيعية
تعتبر الأنظمة التقليدية جميع الاضطرابات النفسية فئات (أي أن الأشخاص إما داخل الفئة أو خارجها)، في حين أن الأدلة حتى الآن تشير إلى أن الاعتلال النفسي يوجد على استمرارية مع الأداء الطبيعي. في الواقع، لم يتم إثبات أن أي اضطراب نفسي في الأدبيات العلمية هو كيان فئوي منفصل. وبما يتماشى مع هذه الأدلة، يعرف نموذج "هاي توب" الاعتلال النفسي عبر أبعاد مستمرة بدلاً من فئات منفصلة. ومن المهم أن نموذج "هاي توب" يعامل طبيعة الاعتلال النفسي كمسألة بحثية، ويستمر الفريق البحثي في التحقيق في ذلك.

### التنوع داخل الاضطرابات
الكثير من التشخيصات الحالية هي متنوعة جدًا من حيث الأعراض القابلة للملاحظة. على سبيل المثال، هناك أكثر من 600,000 عرض للأعراض التي تفي بمعايير التشخيص لاضطراب ما بعد الصدمة وفقًا للدليل التشخيصي والإحصائي للاضطرابات النفسية (الطبعة الخامسة) "دي إس إم-5". يعتمد نموذج "هاي توب" على الأدلة المستمدة من البحث في أنماط الأعراض القابلة للملاحظة للمشاكل النفسية، حيث يتم تجميع الأعراض المرتبطة معًا وتخصيص الأعراض غير المرتبطة لمتلازمات مختلفة، مما يساعد في تحديد التراكيب الموحدة وتقليل التنوع التشخيصي. واحدة من محددات التصنيف القائم على ارتباطات الأعراض مثل "هاي توب" هي عدم قدرته على التعامل مع التعددية النهائية والتساوي النهائي للعمليات التنموية.

### التوازي المتكرر بين الاضطرابات
التوازي بين الاضطرابات النفسية، الذي يُشار إليه غالبًا بالتزامن المرضي، هو أمر شائع جدًا في العيادات وفي عموم السكان على حد سواء. يعقد التوازي المرضي تصميم البحث واتخاذ القرارات السريرية، حيث يمكن أن تؤثر الحالات الإضافية على نتائج الدراسة وتؤثر على العلاج (أي أن البحث في الأسباب المحددة لحالة مثل الاضطراب الاكتئابي الشديد يصبح معقدًا عندما يلتقي العديد من المشاركين في الدراسة معايير متلازمات إضافية). من حيث التصنيف، يشير التوازي المرضي العالي إلى أن بعض الحالات تم تقسيمها بشكل غير ضروري إلى تشخيصات متعددة، مما يشير إلى الحاجة لإعادة رسم الحدود بين الاضطرابات. كما أن التوازي المرضي ينقل معلومات مهمة حول العوامل المشتركة للمخاطر، والعمليات المرضية، ومسار المرض. يهدف التصنيف الهرمي والبعدي مثل "هاي توب" إلى تفسير هذه الأنماط وجعلها متاحة بشكل صريح للباحثين والأطباء.

### الحدود غير الواضحة بين الاضطرابات وعدم الاستقرار التشخيصي
تظهر التشخيصات التقليدية عمومًا موثوقية محدودة، كما يمكن توقعه عندما يتم إنشاء مجموعات تعسفية من ظواهر طبيعية بعدية. على سبيل المثال، أظهرت التجارب الميدانية للدليل التشخيصي والإحصائي للاضطرابات النفسية (الطبعة الخامسة) أن 40% من التشخيصات لم تستوف حتى الحد الأدنى المقبول من الموثوقية بين المقيمين، مما يشير إلى أن الحدود بين الاضطرابات غير واضحة. علاوة على ذلك، أظهرت التشخيصات في "دي إس إم" انخفاضًا في الاستقرار بمرور الوقت (أي أن الأشخاص يمكن أن يتقلبوا في الحالة التشخيصية حتى على فترات قصيرة مع تغيرات طفيفة في شدة الأعراض). يساعد التصنيف الكمي مثل "هاي توب" أيضًا في معالجة مسألة عدم الاستقرار، كما يتضح من الموثوقية العالية لاختبارات وإعادة اختبارات التراكيب البعدية للاعتلال النفسي.

## أدلة الصحة والموثوقية
تعتبر عملية التحقق من صحة نظام التصنيف التجريبي مثل "هاي توب" عملية مستمرة، لكنها قد أنتجت بالفعل مجموعة كبيرة من الأدلة التي يمكن تلخيصها في خمسة مجالات رئيسية:
- تشير الأدلة الكبيرة المستخلصة من التوائم والأدلة الجزيئية إلى أن الارتباطات الجينية بين أشكال الاعتلال النفسي تتوازى إلى حد كبير مع تنظيم "هاي توب".[33]
- ترتبط التراكيب البيولوجية السلوكية في معايير مجال البحث ارتباطًا دقيقًا بأبعاد "هاي توب".[34]
- تشير الأدلة المتراكمة إلى أن التعرضات البيئية، مثل الإساءة في الطفولة والتمييز، من الأفضل تفسيرها كعوامل خطر لأبعاد "هاي توب" بدلاً من الاضطرابات حسب "دي إس إم".[35]
- يُعتقد أن العديد من العلاجات مثل الأدوية المضادة للذهان، مثبطات استرداد السيروتونين، والعلاج النفسي المتنوع تؤثر على أبعاد "هاي توب" بدءًا من مكونات الأعراض وصولًا إلى المدى الأوسع.[36]
- تشير الأدلة الناشئة إلى أن تراكيب "هاي توب" تظهر ارتباطات أقوى مع المؤشرات الجينية والبيولوجية العصبية مقارنة بتشخيصات "دي إس إم".[37]

فائدة البحث
تم تقليديًا إطار النماذج النظرية لأسباب ونتائج المشاكل النفسية حول التشخيصات. تبرز الأبحاث الجديدة أهمية توسيع هذا التركيز ليشمل الأبعاد التي تمتد عبر العديد من التشخيصات، بما في ذلك الأعراض والسمات المحددة بشكل ضيق (مثل الوساوس) والمجموعات الأوسع من الحالات النفسية (مثل الطيف الداخلي). الهيكل الهرمي لنموذج "هاي توب" يعني أن أي سبب أو نتيجة لمرض عقلي قد يظهر بسبب تأثيراته على الأبعاد العليا العريضة، المتلازمات، أو الأبعاد الأقل تحديدًا. قد يعكس الارتباط بين تشخيص "دي إس إم" وبعض النتائج مسارًا واحدًا (أو أكثر) متميزًا نوعيًا. على سبيل المثال، فإن الاختلافات الفردية في أطياف "هاي توب" والمجالات العليا ترتبط بشكل أقوى من المتلازمات التقليدية بالضغوطات القوية التي تحدث مبكرًا في التطور مثل الإساءة في الطفولة، التمييز العرقي، والتعرض للتنمر من قبل الأقران.
على الرغم من أن هذا النهج الذي يقارن المسارات إلى ومن الأبعاد في مستويات مختلفة من "هاي توب" هو الأكثر استخدامًا، إلا أنه ليس الوحيد. تُعد تراكيب "هاي توب" مؤشرات تنبؤية مفيدة للنتائج السريرية، مثل المزمنات، والإعاقة، والانتحار. تشير الأدلة الوفيرة إلى أن الفينوتايبات البُعدية تميل إلى أن تكون أكثر إفادة من التشخيصات التقليدية في التنبؤ بالنتائج المستقبلية. كما أنها تفسر التدهور النفسي الاجتماعي سواء بشكل متزامن أو مستقبلي، موضحةً الاختلافات في التدهور بشكل أفضل عدة مرات من التشخيصات الفئوية. تظهر نتائج أخرى، مثل الانتحار والسعي للعلاج في المستقبل، نفس النمط.
قد قام باحثون آخرون بتقييم القوة التنبؤية المشتركة لمجموعات من أبعاد "هاي توب" تتجاوز التشخيص المقابل في "دي إس إم-5". يقارن هذا النهج بشكل صريح الإمكانات التفسيرية للنُهُج البُعدية مقابل الفئوية للاعتلال النفسي.
طرق إضافية يمكن أن يكون فيها "هاي توب" مفيدًا في البحث التجريبي تشمل استخدام أبعاده كنتائج لتلاعبات تجريبية سواء في المختبر أو في تجربة سريرية عشوائية، على الرغم من أن هذه التطبيقات لم تحظ بالكثير من الدراسات. يمكن تقييم "هاي توب" مباشرة باستخدام أدوات قياس معتمدة، مما يتجنب تعقيدات استخراج الأبعاد من بيانات "دي إس إم" باستخدام أدوات مثل التحليل العاملي التي تتطلب عينات أكبر. أخيرًا، يسمح نموذج بيانات الأعراض بمقارنة الاعتلال النفسي في عدة مستويات من الاتساع بالنسبة لنفس المعايير. يقوم فريق عمل تطوير الأدوات حاليًا ببناء أدوات استبيان ومقابلات لقياس جميع أبعاد "هاي توب" وتوفير بيانات شاملة أساسية لاختبار وتعديل "هاي توب".

## الفائدة السريرية
في إطار "هاي توب"، لم يعد يتم وصف الاعتلال النفسي للمريض في شكل قائمة من التشخيصات الفئوية، بل يتم تمثيله كملف شخصي على أبعاد مع درجات شدة متباينة تشمل جميع المستويات من المكونات والسمات وصولاً إلى الأطياف والمجالات العليا. يعترف "هاي توب" صراحة بالواقع السريري الذي يبين أنه لا توجد تقسيمات واضحة مدعومة تجريبيًا بين معظم الاضطرابات النفسية والحالة الطبيعية أو، في كثير من الأحيان، حتى بين الاضطرابات المتجاورة. في الممارسة العملية، لا تقتصر القرارات السريرية على مسألة ما إذا كان يجب علاج المريض أم لا (مما يعكس ما إذا كان الاضطراب موجودًا أم لا). بدلاً من ذلك، يتم عادةً نشر مجموعة متدرجة من التدخلات تتفاوت في شدتها استجابةً لمستوى الحاجة السريرية المقابل. يتماشى ملف "هاي توب" مع هذا النهج، ويمكن تحديد العديد من النطاقات على بُعد معين لتوجيه اختيار التدخل. حاليًا، لا توجد أدلة تقارن نتائج العلاج باستخدام نتائج نموذج "هاي توب" مع الأساليب التقليدية بما في ذلك "دي إس إم".
لا يعني اعتماد "هاي توب" لوجهة نظر بُعدية بالضرورة استبعاد استخدام الفئات في الممارسة السريرية. على سبيل المثال، من الشائع في الطب إضافة فئات معتمدة على البيانات (مثل: طبيعي، خفيف، متوسط، أو شديد) على المقاييس البُعدية، مثل ضغط الدم، الكوليسترول، أو الوزن. يمكن استخدام نهج مماثل مع "هاي توب". يمكن أن تكون نقاط القطع مبنية على تقييم عملي للتكاليف والفوائد النسبية. على سبيل المثال، في بيئات الرعاية الأولية، يمكن استخدام عتبة أكثر مرونة (أي شاملة أو حساسة) لتحديد المرضى الذين يحتاجون إلى متابعة أكثر تفصيلًا. وعلى العكس، يمكن استخدام عتبة أكثر تحفظًا (أي حصرية أو محددة) للقرارات المتعلقة بالعلاجات الأكثر كثافة أو المخاطر. بدأت الأبحاث في تحديد مثل هذه النطاقات لبعض التدابير، ولكن ما يزال هناك الكثير الذي يحتاج إلى التغطية في الطيف الكامل.
الأهم من ذلك، أن "هاي توب" يعترف صراحة بأن النطاقات عملية وليست مطلقة، معترفًا بالحاجة إلى المرونة في اتخاذ القرارات السريرية. يمكن للأنظمة الفئوية والبُعدية أن تنقل معلومات معادلة طالما أن نقاط القطع لم يتم تجسيدها، وهذا النهج واضح في نموذج "هاي توب".
يميل الأطباء إلى استخدام تشخيصات "دي إس إم" للفواتير أكثر من استخدامها في تحديد الحالات أو اتخاذ قرارات العلاج. العديد من الأطباء يذكرون أن التشخيص الرسمي لا يقدم إرشادات مفيدة بخلاف الأعراض الأساسية (على سبيل المثال، بعد تسجيل السمات الأساسية للاضطراب، قد لا يعود الأطباء إلى التشخيص الرسمي لأغراض تخطيط العلاج أو اختياره). الهدف الرئيسي من "هاي توب" هو جعل التشخيص أكثر فائدة للأطباء.
يدعم هذا الطموح ثلاثة أنواع من الأدلة. أولاً، تُظهر أبعاد "هاي توب" موثوقية أعلى بكثير من تشخيصات "دي إس إم"، مما يعني أن الملف البُعدي من المرجح أن يكون أكثر اتساقًا بمرور الوقت وأكثر احتمالًا أن يتم الاتفاق عليه عبر العديد من الأطباء. ثانيًا، تشير الأدلة المتزايدة إلى أن هذه الأبعاد تقدم معلومات أكثر بمرتين من التشخيصات في الإجابة على أسئلة سريرية مثل من يعاني من الأعراض، من سيحتاج إلى خدمات، من سيتعافى، ومن سيحاول الانتحار. ثالثًا، على الرغم من أنه موضع نقاش، تشير البيانات الأولية من الأطباء إلى أنهم يرون فائدة أكبر في أبعاد "هاي توب" مقارنة بتشخيصات "دي إس إم". ومع ذلك، ما زال هناك الكثير من المجهول عن الفائدة السريرية لـ"هاي توب". يحتاج الموضوع إلى مزيد من البحث والإرشادات العملية مثل تطوير إرشادات الممارسة المعتمدة على "هاي توب".
في مجموعة "هاي توب"، يقوم فريق عمل تطوير الأدوات ببناء جرد شامل من المتوقع أن يكون جاهزًا للاستخدام السريري في عام 2022. في غضون ذلك، قام فريق عمل الترجمة السريرية بتجميع مجموعة من الأدوات الذاتية التي تم تحييدها وموثوقيتها والتي تقيم معظم النموذج وتستغرق 40 دقيقة لإكمالها. البطارية مجانية، يتم إجراؤها ذاتيًا، ويتم حساب الدرجات تلقائيًا. كما قام الفريق بتطوير أدلة، وتدريبات، وموارد عبر الإنترنت لمساعدة الأطباء في الإجابة على الأسئلة العملية مثل الفواتير. يتم استخدام البطارية في العديد من عيادات الطب النفسي وعلم النفس التي تشارك في تجارب "هاي توب" الميدانية لاختبار الأسئلة المتعلقة بالفائدة السريرية للنظام.

## الشخصية واضطرابات الشخصية
تم تضمين اضطرابات الشخصية ضمن هيكل "هاي توب"، بالإضافة إلى السمات الشخصية العامة. ويستحق الأمر إيلاء اهتمام خاص لاضطرابات الشخصية والشخصية نفسها لأن التحول إلى هيكل بُعدي كان ناجحًا إلى حد كبير بالنسبة لاضطرابات الشخصية، بما في ذلك الاعتراف الرسمي ضمن القسم الثالث من "دي إس إم-5" (للتدابير والنماذج الناشئة) وفي "تصنيف الأمراض الدولي-11" القادم.
لقد تم تضمين اضطرابات الشخصية في كل إصدار من "دي إس إم" باعتبارها متلازمات فئوية، مثل اضطراب الشخصية الحدية، والنرجسية، والشيزوتيبية، والمعادية للمجتمع (أو السيكوباتية). ومع ذلك، فقد تم التساؤل عن صلاحية هذه الفئات التشخيصية لفترة طويلة، بما في ذلك القلق بشأن الحدود التعسفية مع الوظائف الشخصية الطبيعية، والتداخل الكبير بين المتلازمات المختلفة، والتنوع الكبير داخل كل فئة تشخيصية. إن التباين داخل كل فئة والتداخل بين الفئات يعوق بشكل كبير القدرة على تحديد مرض محدد لمتلازمة معينة وبروتوكول علاج موحد ومتسق.
يُعتبر نموذج العوامل الخمسة هو النموذج البُعدي السائد لهيكل الشخصية العامة، ويتكون من مجالات العصابية (أو عدم الاستقرار العاطفي)، والانبساط مقابل الانطوائية، والانفتاح (أو اللا تقليدية)، والود مقابل العداء، والضمير (أو القيد). يمتلك نموذج العوامل الخمسة صلاحية بنائية كبيرة، بما في ذلك الوراثة السلوكية متعددة المتغيرات فيما يتعلق بهيكله، وتنسيق العلوم العصبية المعرفية، والمقدمات الطفولية، والثبات الزمني عبر العمر، وصلاحية عبر الثقافات، سواء من خلال الدراسات الإيمية التي تدرس الهياكل الأصلية للغات بديلة أو عبر عدد كبير من الدراسات الإيتية عبر المناطق الرئيسية في العالم، بما في ذلك أمريكا الشمالية، أمريكا الجنوبية، أوروبا الغربية، أوروبا الشرقية، أوروبا الجنوبية، الشرق الأوسط، أفريقيا، أوقيانوسيا، جنوب وجنوب شرق آسيا، وشرق آسيا. كما أظهرت الدراسات أيضًا أن نموذج العوامل الخمسة مفيد في التنبؤ بمجموعة واسعة من نتائج الحياة الهامة، سواء كانت إيجابية أو سلبية.
هناك أيضًا جسم كبير من الأبحاث يُظهر أن اضطرابات الشخصية في "دي إس إم" و"تصنيف الأمراض الدولي" هي متغيرات غير تكيفية لمجالات (وجوانب) نموذج العوامل الخمسة. وتشمل هذه الأدلة التجريبية أوصاف الباحثين لكل اضطراب شخصية بناءً على نموذج العوامل الخمسة، أوصاف الأطباء، والأبحاث التي تربط مقاييس نموذج العوامل الخمسة مع مقاييس بديلة لاضطرابات الشخصية. يمكن في الواقع استخدام مقياس نموذج العوامل الخمسة لتقييم وجود العديد من اضطرابات الشخصية، مثل اضطراب الشخصية الحدية والمعادية للمجتمع، مما يُنتج مؤشرات تساوي في صلاحيتها القياسات المباشرة والتقليدية لهذه الاضطرابات. أخيرًا، هناك أيضًا مجموعة من الأبحاث تشير إلى أن الأطباء يفضلون نماذج السمات البُعدية على المتلازمات الفئوية في "دي إس إم" لوصف المرضى وتخطيط العلاج.
يحتوي القسم الثالث من "دي إس إم-5"، الخاص بالتدابير والنماذج الناشئة، على نموذج سمات بُعدي يسمى "نموذج "دي إس إم-5" البديل لاضطرابات الشخصية"، الذي يتكون من خمس مجالات سمات بُعدية هي: التأثر السلبي، والانفصال، والسيكوتيزم، والعداء، واللامبالاة، بالإضافة إلى 25 جانبًا أساسيًا يمكن تقييمها باستخدام "جرد الشخصية لاضطرابات "دي إس إم-5" (PID-5).[ أظهرت الأبحاث باستخدام "PID-5" تغطية ممتازة لمتلازمات "دي إس إم-5" في القسم الثاني (أو "دي إس إم-4") الفئوية.يجب الاعتراف، مع ذلك، بأن "AMPD" لا يزال يتضمن ستة من المتلازمات الفئوية لـ"دي إس إم-4". يوفر التحول الأكثر شمولًا إلى نموذج سمات بُعدي من خلال "تصنيف الأمراض الدولي-11" القادم، والذي يتضمن خمس مجالات سمات هي: التأثر السلبي، والانفصال، والديسوشيالية، واللامبالاة، والأنانكاستيا (بالإضافة إلى مُحدد نمط الحدية). لا يتضمن نموذج السمات في "تصنيف الأمراض الدولي-11" مجال السيكوتيزم حيث تم تضمين سمات الشيزوتيبيا ضمن طيف الفصام بدلاً من اضطرابات الشخصية. لا يتضمن نموذج السمات في "دي إس إم-5" مجال الأنانكاستيا، ولكن في النسخة الأولية من نموذج السمات كان هناك مجال للوسواس القهري الذي يتوافق بشكل وثيق مع الأنانكاستيا.
تتوافق كل من نماذج السمات البُعدية في "دي إس إم-5" القسم الثالث و"تصنيف الأمراض الدولي-11" مع نموذج العوامل الخمسة. "يمكن فهم هذه المجالات [لنموذج السمات البُعدي في "دي إس إم-5"] على أنها متغيرات غير تكيفية لمجالات نموذج العوامل الخمسة للشخصية". كما ورد في "دي إس إم-5"، "تعد هذه المجالات الخمسة الواسعة متغيرات غير تكيفية للمجالات الخمسة لنموذج الشخصية الموثق والموثق بشكل واسع المعروف بـ 'العوامل الخمسة الكبرى' أو نموذج العوامل الخمسة للشخصية". المجالات الخمسة في "تصنيف الأمراض الدولي-11" تتماشى أيضًا مع نموذج العوامل الخمسة: "التأثر السلبي مع العصابية، والانفصال مع انخفاض الانبساط، والديسوشيالية مع انخفاض الود، واللامبالاة مع انخفاض الضمير، والأنانكاستيا مع ارتفاع الضمير".